# Over the Edge (álbum)
| Críticas profissionais | Críticas profissionais |
| Avaliações da crítica  | Avaliações da crítica  |
| Fonte                  | Avaliação              |
| ---------------------- | ---------------------- |
| All Music              | [ 1 ]                  |
| Record Collector       | [ 2 ]                  |

Over the Edge é o terceiro álbum de estúdio da banda americana de punk rock Wipers, lançado em 1983.
Originalmente lançado pela Brain Eater e pela gravadora Trap Records, de Greg Sage, em 1983, mais tarde foi reeditado pela Restless Records e depois reeditado e remasterizado na Zeno Records de Greg, como parte do conjunto Wipers Box Set.
Uma versão diferente gravada de "Romeo" foi lançada como single de 1981 pela Trap, com "No Solution" no lado B.

## Legado
Junto com os dois primeiros álbuns da banda, Is This Real? e Youth of America, Kurt Cobain listou Over the Edge em seu top 50 melhores álbuns de todos os tempos. Foi feito covers da faixa-título por bandas como Hole, Mono Men, Bored!, Red Fang e várias outras. "Messenger" foi feito por Mazes.

## Lista de faixas
Todas as faixas foram escritas por Greg Sage.
| N.º            | Título                  | Duração |  |
| 1.             | "Over the Edge"         | 3:49    |  |
| 2.             | "Doom Town"             | 3:56    |  |
| 3.             | "So Young"              | 4:17    |  |
| 4.             | "Messenger"             | 1:54    |  |
| 5.             | "Romeo"                 | 4:05    |  |
| 6.             | "Now Is the Time"       | 3:02    |  |
| 7.             | "What Is"               | 2:19    |  |
| 8.             | "No One Wants an Alien" | 3:23    |  |
| 9.             | "The Lonely One"        | 3:38    |  |
| 10.            | "No Generation Gap"     | 3:09    |  |
| 11.            | "This Time"             | 2:54    |  |
| Duração total: | Duração total:          | 36:26   |  |